# Redukce amidů
Redukce amidů je označení pro organické reakce, ve kterých se redukují amidy karboxylových kyselin na aminy nebo aldehydy.

## Katalytická hydrogenace
K redukci amidů na aminy lze použít katalytickou hydrogenaci; k dosažení účinného průběhu jsou však často potřeba vysoké tlaky a teploty (často nad 20 MPa a 200 °C). Jako regioselektivní katalyzátory je možné použít například chromitan měďnatý, oxid rheniový a oxid rhenistý.

## Nekatalytická příprava aminů
K redukčním činidlům schopným přeměnit amidy na aminy bez přítomnosti katalyzátoru patří hydridy, například tetrahydridohlinitan lithný nebo tetrahydridoboritan lithný ve směsi tetrahydrofuranu a methanolu.

## Nekatalytická příprava aldehydů
N,N-disubstituované amidy mohou být redukovány na aldehydy:
R(CO)NRR' + LiAlH4 → RCHO + HNRR'
Redukce může pokračovat dále, za tvorby alkoholů.
Některé amidy se na aldehydy dají převést Stephenovou reakcí.

## Hydrosilylace
Amidy je možné redukovat také hydrosilylací pomocí hydrosilanů a katalyzátorů, které mohou obsahovat Rh, Ru, Pt, Pd, Ir, Os, Re, Mn, Mo, In nebo Ti. Byla také popsána katalýza dodekakarbonylem triželeza s polymethylhydrosiloxanem.